# Anopheles rollai
Anopheles rollai är en tvåvingeart som beskrevs av Cova Garcia 1977. Anopheles rollai ingår i släktet Anopheles och familjen stickmyggor.
Artens utbredningsområde är Venezuela. Inga underarter finns listade i Catalogue of Life.